# The Bachelor (película)
The Bachelor es una película de 1999 dirigida por Gary Sinyor. La película es protagonizada por Chris O'Donnell como Jimmie Shannon y Renée Zellweger como Anne Arden. Es un remake de la película de Buster Keaton Seven Chances.

## Sinopsis
Un hombre con fobia al compromiso va en busca de una esposa incluyendo a su novia, para heredar de su abuelo 100 millones de dólares.

## Elenco
- Chris O'Donnell - Jimmie Shannon
- Renée Zellweger - Anne Arden
- Mariah Carey - Ilana
- Artie Lange - Marco
- Edward Asner - Sid Gluckman
- Hal Holbrook - Roy O'Dell
- James Cromwell - El Cura
- Marley Shelton - Natalie Arden
- Peter Ustinov - Abuelo James Shannon
- Katharine Towne - Monique
- Rebecca Cross - Stacey
- Stacy Edwards - Zoe
- Sarah Silverman - Carolyn
- Jennifer Esposito - Daphne
- Brooke Shields - Buckley Hale-Windsor
- Anastasia Horne - Peppy Boor
- Pat Finn - Bolt

## Taquilla
La película recaudó $7.5 millones en su primer fin de semana de exhibición.